# Stanisław Rudziński
Stanisław Jerzy Rudziński (ur. 25 kwietnia 1895 w Wąchocku, zm. w kwietniu 1940) – rotmistrz Wojska Polskiego, ofiara zbrodni katyńskiej.

## Życiorys
Syn Witolda i Florentyny z domu Kolbicz. Miejscem w którym się wychowywał w 1905 był dom rodzinny, a kiedy zmarł ojciec majątek krewnych znajdujący się niedaleko Mińska. W latach 1907–1911 uczył się w gimnazjum rządowym w Mińsku, a następnie przeniósł się do gimnazjum w Warszawie. W 1913 ze względów materialnych przerwał naukę i wyjechał do Zagłębia Dąbrowskiego. Pracował tam na stanowisku praktykanta górniczego w kopalni „Niwka”, zbierając pieniądze na naukę w Szkole Górniczej.
Jego plany przekreślił wybuch I wojny światowej, ale dowiedziawszy się o powstaniu Legionów Polskich, w końcu sierpnia 1914 wstąpił do kompanii marszowej organizowanej w Jaworzynie przez por. Cieślińskiego. Poprosił jednak o przeniesienie do oddziałów kawalerii Legionów. Zaliczył egzamin z jazdy konnej po którym skierowano go do 2 szwadronu, formującego się w Pogorzałach. Razem ze szwadronem przeszedł kampanię karpacką, bukowińską, bessarabską i wołyńską. W 1915 z samodzielnych szwadronów utworzono 2 pułk ułanów w którym w 1916 w Czewlu ukończył kurs oficerski, a następnie w Mińsku Mazowieckim kurs Wyszkolenia Kawalerii. Od 1 stycznia do 1 kwietnia 1917 słuchacz Kursu Wyszkolenia Kawalerii Polskiej Siły Zbrojnej.
Przeniesiony w listopadzie 1918 do oddziałów odsieczy Lwowa, gdzie był dowódcą plutonu w Szwadronie Kawalerii Lwowskiej „Wilki”. Odbył kampanię ukraińską. Szwadron włączono później do 3 pułku strzelców konnych, który następnie przemianowano na 5 pułk strzelców konnych. Z pułkiem walczył w wojnie polsko-sowieckiej, a podczas walk odznaczał się niesłychaną odwagą i za to czterokrotnie otrzymał Krzyż Walecznych.
18 lutego 1919 jako komendant placówki w Rzęsnie Polskiej k. Lwowa, udał się z podwładnymi mu żołnierzami na patrol. Dotarli do linii posterunków ukraińskich, gdzie pozostawił swoich żołnierzy, którym postawił zadanie obserwacji przedpola. Sam skradając się dotarł do chaty, która była placówką wroga, liczącą około 15 żołnierzy. Zlikwidował wartownika, a drzwi chaty podparł drągiem i z czterech stron podłożył ogień. Odczekał do chwili, aż budynek zacznie płonąć i wówczas przez okno wrzucił do niego granaty, wycofując się do podwładnych. 19 kwietnia podczas walk o Winniki, od przełożonych otrzymał zadanie zorganizowania punktu obserwacyjnego w fabryce tytoniu. Po jego wykonaniu postanowił rozpoznać najbliższą okolicę. Biorąc ze sobą żołnierza dotarli do najbliższej wioski Unterberg, w której stwierdził obecność żołnierzy ukraińskich. Otworzyli do nich ogień, w wyniku którego Ukraińcy zaczęli uciekać, ale pozostawili dwóch zabitych i jednego rannego. Od rannego Ukraińca otrzymał informację o znajdującej się na końcu woski placówce w której stacjonowało około 30 ludzi i 2 cekaemy. Po dotarciu do niej otworzyli ogień, zmuszając tym samym wroga do ucieczki. Akcja ta ułatwiła zajęcie Winnik.
27 października 1920 walczył w okolicach Czerniewicz. Podczas patrolu, mając ze sobą dwóch żołnierzy natknęli się na patrol bolszewików. Zaatakowali nieprzyjaciela i rozbijając jego szyki wzięli do niewoli pięciu z nich. 27 kwietnia 1921 awansował na podporucznika, a 3 maja 1922 został zweryfikowany w stopniu porucznika ze starszeństwem z dniem 1 czerwca 1919 i 325. lokatą w korpusie oficerów jazdy (od 1924 roku – kawalerii). W 5 pułku strzelców konnych pełnił obowiązki kolejno: dowódcy szkolnego oddziału ckm., oficera materiałowego, dowódcy szwadronu.
W 1922 w Krakowie ukończył Szkołę Jazdy i w Chełmie kurs cekaemistów. 1 stycznia 1927 otrzymał awans na rotmistrza ze starszeństwem z 1 stycznia 1927 i 42. lokatą w korpusie oficerów kawalerii. W 5 pułku strzelców konnych służył do 1934, kiedy to zakończył zawodową służbę wojskową.  
Po wybuchu II wojny światowej był więźniem Kozielska, a zamordowany został w Lesie Katyńskim. Jego nazwisko wymienione jest na liście wywozowej nr 040/3 z 20 kwietnia 1940. Ekshumowany został z dołu śmierci i zidentyfikowany pod numerem 2308, a pochowany w bratniej mogile prawdopodobnie czwartej. 
Minister Obrony Narodowej decyzją Nr 439/MON z 5 października 2007 r. awansował go pośmiertnie do stopnia majora . Awans został ogłoszony w dniu 9 listopada 2007 roku w Warszawie, w trakcie uroczystości „Katyń Pamiętamy – Uczcijmy Pamięć Bohaterów”. 

## Życie prywatne
Jego życie osobiste nie układało się, ponieważ zawarty w 1922 związek małżeński z Zofią Józefą Zasielską okazał się nieudany, co miało odbicie w jego opiniach służbowych. Przeniesiono go 30 marca 1934 do dyspozycji  Okręgu Korpusu Nr V, a 31 sierpnia 1934 w związku z jego stanem zdrowia w stan spoczynku. Osiedlił się na Wileńszczyźnie w folwarku Żelazowszczyzna. W 1931 rozwiódł się, a ponownie zawarł związek małżeński w 1934 z Zofią Dunin-Borkowską.

## Ordery i odznaczenia
- Krzyż Niepodległości (6 czerwca 1931)[10][11]
- Krzyż Walecznych (czterokrotnie)[12]
- Srebrny Krzyż Zasługi (10 listopada 1928)[13][11]